# Cold Response

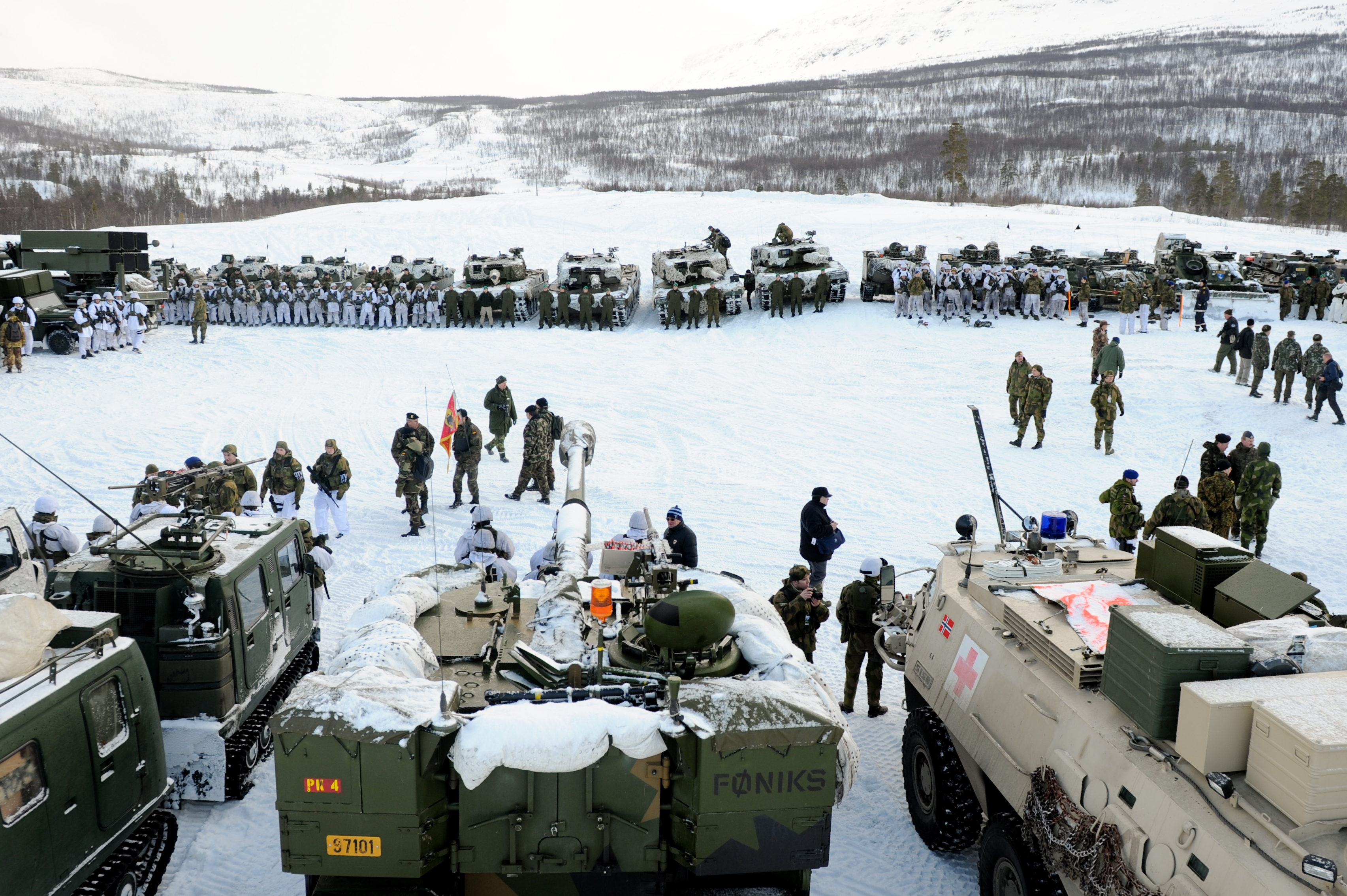
Forces armées norvégiennes pendant l'exercice militaire Cold Response, en 2009.

Cold Response est un exercice militaire de l'OTAN en Norvège. Il est organisé en 2006, 2007, 2009, 2010, 2012, 2014, 2016 et 2022.
La Russie est invitée en tant qu'observateur tous les deux ans mais refuse l'invitation en 2022.

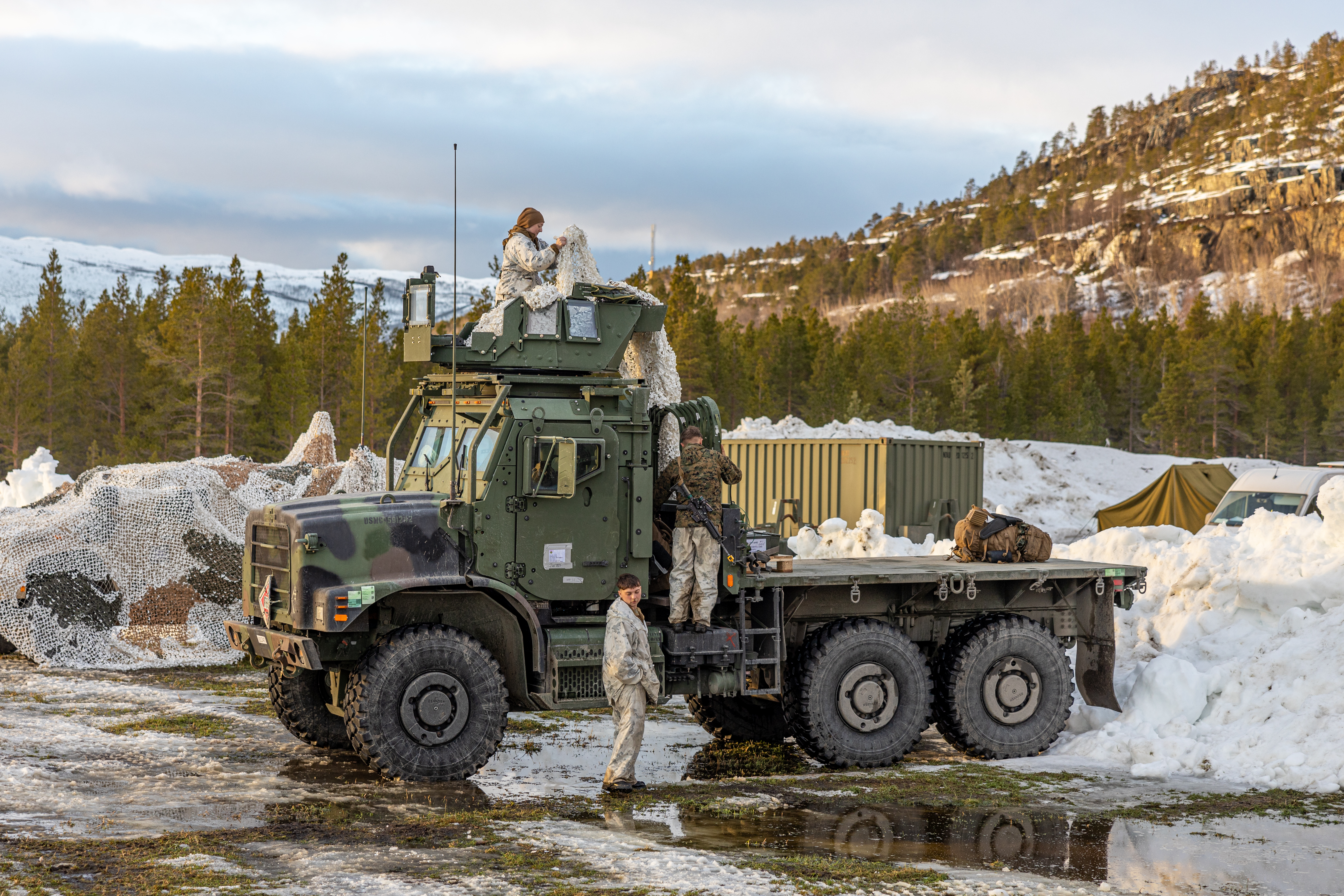
Cold Response 24.

La version de 2024 est incluse dans Steadfast Defender 24. L'exercice se déroule dans le Grand nord de la Norvège, la Finlande et la Suède. Il regroupe treize nations, vingt mille soldats et cinquante navires, la France déployant quatre cent cinquante hommes du Groupement de commandos de montagne.